# Pterolophia bryanti
Pterolophia bryanti är en skalbaggsart som beskrevs av Stefan von Breuning 1938. Pterolophia bryanti ingår i släktet Pterolophia och familjen långhorningar.
Artens utbredningsområde är Sarawak. Inga underarter finns listade i Catalogue of Life.